# Eraxasilus luctuosus
Eraxasilus luctuosus là một loài ruồi trong họ Asilidae. Eraxasilus luctuosus được Macquart miêu tả năm 1838.